# Міце Янкуловський
Міцко Міце Янкуловський (мак. Мицко Мице Јанкуловски; 1954, Сливово, Охрид) — македонський художник і карикатурист. Він отримав найвищу нагороду за життєві досягнення в живопису «Lorenzo Il Magnifico» на 12-му Міжнародному бієнале сучасного мистецтва, що проходив у Флоренції, Італія. 

## Біографія
Янкуловський - мультимедійний художник, який досліджував різні дисципліни з ранньої юності - від малювання до живопису, використовуючи різноманітні матеріали та прийоми, включаючи сатиричний живопис склом, від паліндром до мультфільму та анімації. Він також робив мультфільм і в 1978 році дебютував у Вардарі з анімаційним фільмом "Перетягни" (мак. „Повлечи – потегни“). Закінчив архітектурний факультет у Скоп'є. Живе і працює в Скоп'є як директор Остена і президент Асоціації мультиплікаторів Македонії .

## Творчість та визнання
Янкуловський має понад сорок персональних виставок у престижних майданчиках по всій Македонії, а також за кордоном, серед яких: Арт-Салоніки (Салоніки, Греція), Бієнале Флоренція, Палац Ca 'Zanardi, Венеція (Італія), Варненська міська галерея (Болгарія), Галерея «Лола Ніколау» у Салоніках (Греція), Архів Мізерікордії, Венеція (Італія), Державний музей образотворчого мистецтва і скульптури в Анкарі (Туреччина), Югославський культурний центр у Парижі (Франція). 
Він отримав премію «Ель Греко» за найкращого художника на «Art Thesaloniki 2019», премію «Lorenzo Il Magnifico» на 12-й Флоренційській бієнале 2019 року за видатні досягнення за життя, віддане мистецтву, та понад 10 нагород та визнань здобутих за 50-річну мистецьку кар’єру. Серед них: премія «Митець світу» на Бієнале в Ларнаці на Кіпрі (2018), Гран-прі на 19-й Міжнародній бієнале графіки у Варні, Болгарія (2017), де він також здобув нагороду за найкращу виставку року. (2016) та почесний знак від Міністерства культури Болгарії (2012). Раніше був удостоєний Гран-прі у Всесвітній галереї карикатур у Скоп'є (1997), Спеціальну премію Всесвітньої галереї карикатур, Першу премію Асоціації карикатур Македонії, Хартію образотворчих мистецтв Арбітражною спільнотою Македонії та нагороду від 13 листопада від Скоп'є (1985) та Спеціальний приз у Всесвітній галереї мультфільмів у Скоп'є (1979). 
Крім того, митець зробив свій внесок у розвиток образотворчого мистецтва у всьому світі завдяки його відданості засновнику Музею малювання в Остені , президента Бієнале малювання Остена  та президента Асоціації мультиплікаторів Македонії. 

## Зовнішні посилання
- Вебсторінка: micejankulovski.mk [Архівовано 25 вересня 2019 у Wayback Machine.]
- Јанкуловски: Дишам нормално откако почнав да сликам само со црна боја [Архівовано 10 січня 2022 у Wayback Machine.] - интервју за Радио Слободна Европа